# The ISME Journal
ISME Journal：Multidisciplinary Journal of Microbial Ecology は、細菌、古細菌、真核微生物、ウイルスなど、幅広い系統に広がる微生物生態学の全分野をカバーする、査読付きの科学論文雑誌である。国際微生物生態学会（International Society for Microbial Ecology; ISME）の公式出版物であり、独自の研究記事やレビュー、および解説記事を公開している。創設者の編集長は、マーク・ベイリーとジョージ・コワルチュクである。雑誌の発行はISMEに代わり、Nature Publishing Groupによって行われている。Journal Citation Reportsに基づくインパクトファクターは、2018年では9.493となっており、「エコロジー」カテゴリの164ジャーナル中5位に、「微生物学」カテゴリーでは133のうち10番目にランクされている。